# ジョー・クロフォード
ジョゼフ・ランダル・クロフォード（Joseph Randal Crawford 、1970年5月2日 - ）は、アメリカ合衆国フロリダ州アラチュア郡ゲインズビル出身の元プロ野球選手（投手）。左投左打。

## 経歴

### 現役時代
1991年のMLBドラフト17巡目（全体459位）でニューヨーク・メッツから指名され、プロ入り。
1994年8月から1995年4月にかけてMLB史上最長のストライキが実施された影響で、1995年のスプリングトレーニングにはオーナー側の命令で代替選手として参加。そのため、スト破りを行った報復措置として1997年にメジャー昇格後も選手会への加入を認められなかった。
1998年に来日し、千葉ロッテマリーンズへ入団した。背番号は同じ長身左腕のエリック・ヒルマンが着用していた42が与えられて「ヒルマン二世」と期待され、序盤から先発ローテーション入りし、4月の防御率は1.69。白星を重ねていったが、6月9日に4勝目を記録して以後は、全く勝てなくなり、チームもプロ野球新記録となる18連敗を記録。7月5日の試合を最後に2軍落ちとなった。真面目な性格が評価され、翌年もチームに残ったが4試合投げて1勝と振るわず、5月中旬に二軍行きとなり同年限りで退団した。

### 引退後
引退後は2008年から2017年までミルウォーキー・ブルワーズのコーチを務めた。

## 詳細情報

### 年度別投手成績
| 年 度    | 球 団    | 登 板 | 先 発 | 完 投 | 完 封 | 無 四 球 | 勝 利 | 敗 戦 | セ 丨 ブ | ホ 丨 ル ド | 勝 率 | 打 者 | 投 球 回 | 被 安 打 | 被 本 塁 打 | 与 四 球 | 敬 遠 | 与 死 球 | 奪 三 振 | 暴 投 | ボ 丨 ク | 失 点 | 自 責 点 | 防 御 率 | W H I P |
| -------- | -------- | ----- | ----- | ----- | ----- | -------- | ----- | ----- | -------- | ----------- | ----- | ----- | -------- | -------- | ----------- | -------- | ----- | -------- | -------- | ----- | -------- | ----- | -------- | -------- | ------- |
| 1997     | NYM      | 19    | 2     | 0     | 0     | 0        | 4     | 3     | 0        | --          | .571  | 182   | 46.1     | 36       | 7           | 13       | 1     | 0        | 25       | 0     | 1        | 18    | 17       | 3.30     | 1.06    |
| 1998     | ロッテ   | 15    | 13    | 2     | 0     | 0        | 4     | 6     | 0        | --          | .400  | 358   | 77.1     | 85       | 6           | 51       | 1     | 2        | 37       | 2     | 3        | 48    | 41       | 4.77     | 1.76    |
| 1999     | ロッテ   | 4     | 4     | 0     | 0     | 0        | 1     | 1     | 0        | --          | .500  | 87    | 18.2     | 19       | 5           | 14       | 0     | 3        | 5        | 1     | 1        | 13    | 13       | 6.27     | 1.77    |
| MLB：1年 | MLB：1年 | 19    | 2     | 0     | 0     | 0        | 4     | 3     | 0        | --          | .571  | 182   | 46.1     | 36       | 7           | 13       | 1     | 0        | 25       | 0     | 1        | 18    | 17       | 3.30     | 1.06    |
| NPB：2年 | NPB：2年 | 19    | 17    | 2     | 0     | 0        | 5     | 7     | 0        | --          | .417  | 445   | 96       | 104      | 11          | 65       | 1     | 5        | 42       | 3     | 4        | 61    | 54       | 5.06     | 1.76    |

- 「-」は記録なし

### 記録
NPB
- 初登板・初先発・初完投：1998年4月5日、対近鉄バファローズ2回戦（大阪ドーム）、8回2失点で敗戦投手
- 初勝利・初先発勝利：1998年4月11日、対西武ライオンズ2回戦（西武ドーム）、6回1失点
- 初奪三振：同上、1回裏に佐々木誠から
- 初完投勝利：1998年5月20日、対オリックス・ブルーウェーブ9回戦（宮城球場）、9回1失点

### 背番号
- 49（1997年）
- 42（1998年 - 1999年）
- 56（2008年 - 2017年）